# Yorktown (Indiana)
Yorktown – nieduże (o powierzchni 22,95 km2) miasto w północno - wschodnich Stanach Zjednoczonych, w stanie Indiana, w hrabstwie Delaware.

## Położenie
Znajduje się w pobliżu dużych miast stanu Indiana - Muncie i Indianapolis, co umożliwia rozwój gospodarczy.

## Demografia
Miasto w 2010 posiadało 9405 mieszkańców. W 2023 liczba mieszkańców wzrosła do 11 740 osób, a gęstość zaludnienia przekroczyła 511 osób/km².